# M1 (Joegoslavië)
De M1 of Magistralni Put 1 was een hoofdweg in de voormalige Socialistische Federale Republiek Joegoslavië, die de hoofdsteden van de deelrepublieken Slovenië, Kroatië, Servië en Macedonië met elkaar verbond. De weg begon bij de Oostenrijkse grens bij Jesenice en liep daarna via Kranj, Ljubljana, Zagreb, Županja, Belgrado, Niš, Vladičin Han en Skopje naar de Griekse grens bij Gevgelija.
De weg werd ook aangeduid als de snelweg van broederschap en eenheid.
Na het uiteenvallen van Joegoslavië kwam de weg in de nieuwe landen Slovenië, Kroatië, Servië en Macedonië te liggen. De weg behield in Servië en Macedonië haar wegnummer (tegenwoordig respectievelijk de Servische A1 en Macedonische A1). In Slovenië kreeg de weg eerst het nummer H1. Deze weg is inmiddels omgebouwd tot de autosnelweg A2. In Kroatië heet de M1 tegenwoordig A3.
M1 · 
M1.1 · 
M1.2 · 
M1.3 · 
M1.4 · 
M1.5 · 
M1.6 · 
M1.7 · 
M1.8 · 
M1.9 · 
M1.10 · 
M1.11 · 
M1.12 · 
M1.13 · 
M1.14 · 
M2 · 
M2.1 · 
M2.2 · 
M2.3 · 
M2.4 · 
M3 · 
M3.1 · 
M3.2 · 
M3.3 · 
M4 · 
M4.1 · 
M4.2 · 
M4.3 · 
M5 · 
M6 · 
M6.1 · 
M7 · 
M7.1 · 
M8 · 
M9 · 
M9.1 · 
M10 · 
M10.1 · 
M10.2 · 
M10.3 · 
M10.4 · 
M10.5 · 
M10.6 · 
M10.7 · 
M10.8 · 
M10.9 · 
M10.10 · 
M11 · 
M11.1 · 
M11.2 · 
M12 · 
M12.1 · 
M12.2 · 
M12.3 · 
M13 · 
M14 · 
M14.1 · 
M14.2 · 
M15 · 
M16 · 
M16.1 · 
M16.2 · 
M16.3 · 
M16.4 · 
M17 · 
M17.1 · 
M17.2 · 
M17.3 · 
M18 · 
M18.1 · 
M19 · 
M19.1 · 
M19.2 · 
M19.3 · 
M20 · 
M21 · 
M21.1 · 
M22 · 
M22.1 · 
M22.2 · 
M22.3 · 
M23 · 
M23.1 · 
M24 · 
M24.1 · 
M25 · 
M25.1 · 
M25.2 · 
M25.3 · 
M26 · 
M26.1 · 
M27 · 
M28 · 
M29